# Sojus TM-23
Sojus TM-23 ist die Missionsbezeichnung für den Flug eines russischen Sojus-Raumschiffs  zur russischen Raumstation Mir. Der 25. Besuch eines Raumschiffes bei der Raumstation Mir war der 23. Besuch eines Sojus-Raumschiffs und der 99. Flug im russischen Sojusprogramm. Nach Sojus TM-22 besuchte die amerikanische Raumfähre Atlantis mit der STS-76-Mission die Mir.

## Besatzung

### Startbesatzung
- Juri Iwanowitsch Onufrijenko (1. Raumflug), Kommandant
- Juri Wladimirowitsch Ussatschow (2. Raumflug), Bordingenieur

### Ersatzmannschaft
- Wassili Wassiljewitsch Ziblijew, Kommandant
- Alexander Iwanowitsch Lasutkin, Bordingenieur

### Rückkehrbesatzung
- Juri Iwanowitsch Onufrijenko (1. Raumflug), Kommandant
- Juri Wladimirowitsch Ussatschow (3. Raumflug), Bordingenieur
- Claudie André-Deshays (1. Raumflug), Wissenschaftsastronautin ( CNES/ Frankreich)